# Piotr Michael
Piotr Michael Walczuk est un acteur américain né le 27 mars 1988 à Los Angeles, en Californie (États-Unis).